# Euophrys valens
Euophrys valens es una especie de araña saltarina del género Euophrys, familia Salticidae. Fue descrita científicamente por Bösenberg & Lenz en 1895.
Habita en el continente africano.